# Ramnagar Bhutaha
Ramnagar Bhutaha (en népalais : रामनगर भुटाहा) est un comité de développement villageois du Népal situé dans le district de Sunsari. Au recensement de 2011, il comptait 12 337 habitants.